# Saint-Pierre-Bellevue
Saint-Pierre-Bellevue är en kommun i departementet Creuse i regionen Nouvelle-Aquitaine i de centrala delarna av Frankrike. Kommunen ligger i kantonen Royère-de-Vassivière som tillhör arrondissementet Aubusson. År 2022 hade Saint-Pierre-Bellevue 213 invånare.

## Befolkningsutveckling
Antalet invånare i kommunen Saint-Pierre-Bellevue
Referens:INSEE